# Polymera (Polymera) geniculata geniculata
Polymera (Polymera) geniculata geniculata is een ondersoort van de tweevleugelige Polymera (Polymera) geniculata uit de familie steltmuggen (Limoniidae). De ondersoort komt voor in het Neotropisch gebied.